# مومامبا نومبا
مومامبا نومبا (بالإنجليزية: Mumamba Numba)‏ (مواليد 21 مارس 1978) لاعب كرة قدم زامبي دولي يجيد اللعب في مركز الوسط . يلعب حاليا لصالح نادي زاناكو الزامبي منذ سنة 2001 .

## روابط خارجية
- مومامبا نومبا على موقع الاتحاد الدولي (مؤرشف)  (الإنجليزية)
- مومامبا نومبا على موقع قاعدة بيانات كرة القدم.إي يو (الإنجليزية)
- مومامبا نومبا على موقع ناشيونال فوتبول تيمز (الإنجليزية)
- مومامبا نومبا على موقع عالم كرة القدم.نت (الإنجليزية)